# Salwador (film)
Salvador – amerykański film wojenny z 1986 roku oparty na faktach.

## Obsada
- James Woods – Richard Boyle
- James Belushi – doktor Rock, DJ
- Michael Murphy – ambasador Thomas Kelly
- John Savage – John Cassady
- Elpidia Carrillo – María
- Tony Plana – major Maximiliano „Max” Casanova
- Colby Chester – Jack Morgan – analityk Departamentu Stanu
- Cynthia Gibb – Cathy Moore
- Will MacMillan – pułkownik Bentley Hyde Sr.

## Fabuła
Rok 1980. Richard Boyle, fotoreporter i łowca sensacji wraz z ekscentrycznym DJ-em wyrusza do Salwadoru. Odszukuje swą byłą dziewczynę Marię. Postanawia wywieźć ją do USA. Ale Richard jest świadkiem wydarzeń w tym kraju: wojskowa dyktatura, zamach na arcybiskupa Oscara Romero. Postanawia przy okazji zrobić mocny reportaż o tym, co się dzieje w Salwadorze.

## Nagrody i nominacje
Oscary za rok 1986
- Najlepszy scenariusz oryginalny – Oliver Stone, Rick Boyle (nominacja)
- Najlepszy aktor – James Woods (nominacja)